# Drugeth I. János
Drugeth János (Drugeth I. János; 1288 körül – 1333. június 15. után) frank származású magyar főnemes, Szepes és Újvár ispánja, nádor (1328–1333); Károly Róbert híve, a homonnai Drugeth család megalapítója.

## Tevékenysége

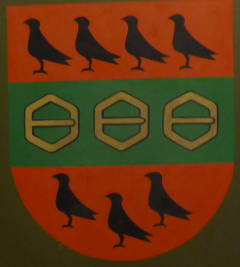
Drugeth családi címer

A frank eredetű nápolyi Druget családban született. Apja, Druget János Martell Károly hűbérese volt.
1300 nyarán, amikor öccse, Drugeth Fülöp Károly Róbert kíséretének tagjaként Magyarországra utazott, ő Nápolyban maradt, és előbb II. Károly nápolyi királyt, majd I. Fülöp tarantói herceget (és címzetes konstantinápolyi latin császárt) szolgálta. Károly Róbert hatalmának konszolidálása közben (1313 után) valószínűleg többször is Magyarországra látogatott, de csak 1324 után települt át, amikor öccse (aki akkor már Magyarország nádora volt)  Nápolyi Mária közvetítésével felkérte erre.
1328-ban elébb óbudai várnagy lett, majd öccse halála után (1329-ben?) ő lett a nádor és a kunok bírája. Ezeket a tiszteket haláláig (1333-ig) megtartotta. Emellett 1330-ban egyszerre hat vármegye:
- Tolna,
- Somogy,
- Zemplén,
- Bács,
- Ung és
- Fejér

ispánja is lett.
1330-ban megkapta a bácsi ispánságot is, 1332-ben pedig Nevicke várát. Ezután a család székhelyét  Szepes várából Nevickére költöztette át.
1333. június 15. után visszautazott Nápolyba, és helyébe Károly egyik fiát, Drugeth I. Vilmost nevezte ki nádornak. A következő évben meghalt.

## Családja
Utódai (Miklós fia kivételével) a „homonnai” előnevet viselték.
Három fiáról tudunk:
- Drugeth I. Vilmos apját követte a nádor tisztében,
- geréni Drugeth I. Miklós 1344–1354 között ungi ispán, 1354-től országbíró.
- homonnai Drugeth II. János a család homonnai ágának őse.

Távolabbi leszármazottai közülük a legnagyobb hírnévre homonnai Drugeth III. György (Homonnai György) jutott, mint Bethlen Gábor vetélytársa és ádáz ellensége.